# Лелбах
Лелбах (њем. Löllbach) општина је у њемачкој савезној држави Рајна-Палатинат. Једно је од 119 општинских средишта округа Бад Кројцнах. Према процјени из 2010. у општини је живјело 224 становника. Посједује регионалну шифру (AGS) 7133060.

## Географски и демографски подаци
Лелбах се налази у савезној држави Рајна-Палатинат у округу Бад Кројцнах. Општина се налази на надморској висини од 208 метара. Површина општине износи 4,9 km². У самом мјесту је, према процјени из 2010. године, живјело 224 становника. Просјечна густина становништва износи 45 становника/km².